# Begonia aeranthos
Begonia aeranthos es una especie de planta de la familia Begoniaceae. Esta begonia es originaria de Ecuador y Perú. La especie pertenece a la sección Wageneria. Fue descrita en 1950 por los botánicos Lyman Bradford Smith (1904-1997) y Bernice Giduz Schubert (1913-2000). El epíteto específico es aeranthos que significa «flor del aire».
Esta especie rara que crece en los bosques de los Andes inferior, entre 1.370 my 1.670 m. Está amenazada y considerada en peligro por la Unión Internacional para la Conservación de la Naturaleza (UICN).

## Sinonimia
- Begonia grandibracteolata Irmsch.